# Kayu Ara Batu
Kayu Ara Batu is een bestuurslaag in het regentschap Muara Enim van de provincie Zuid-Sumatra, Indonesië. Kayu Ara Batu telt 819 inwoners (volkstelling 2010).